# Beniamino Andreatta
Beniamino Andreatta, detto anche Nino (Trento, 11 agosto 1928 – Bologna, 26 marzo 2007), è stato un economista e politico italiano.

## Biografia

### Famiglia, studi e gli inizi della carriera

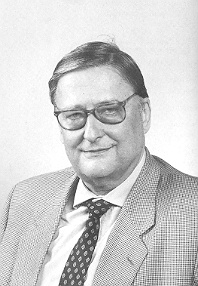
Andreatta nel 1994

Nato a Trento l'11 agosto 1928, Beniamino Andreatta detto Nino era figlio unico di Erica Montavon e Beniamino Andreatta, un fervente irredentista di area liberal-nazionalista, membro del direttivo dell’Associazione liberale democratica trentina, che nel 1927 era stato nominato vice-direttore della Banca del Trentino e dell'Alto Adige e che, dopo il fallimento della stessa, dal 1929 al 1963 era stato presidente dell'Istituto Atesino di Sviluppo Spa (allora Safit) che ne aveva operato il salvataggio, e che era stato poi, dal 1947 al 1963, nel contempo anche amministratore delegato della controllata Banca di Trento e Bolzano. Compì gli studi presso il liceo classico Giovanni Prati di Trento, dove fu compagno di scuola di Giorgio Grigolli (prima presidente del Trentino-Alto Adige e poi della provincia autonoma di Trento). Dopo essersi laureato in giurisprudenza all'Università degli Studi di Padova nel 1950 ricevendo il premio come "miglior laureato dell'anno", divenne assistente volontario presso la cattedra di economia politica della facoltà di scienze politiche dell'Università Cattolica del Sacro Cuore di Milano e, nell'anno accademico 1956/57, fu "visiting professor" presso il Trinity College di quella di Cambridge.
Nel 1961, dopo il matrimonio con Giana Petronio - una giovane triestina laureata alla Cattolica, che aveva vissuto per anni tra Londra e Il Cairo al seguito del padre dirigente del Credito Italiano - andò in India per conto del MIT di Cambridge, nel Massachusetts, come consulente presso la Planning Commission del governo di Jawaharlal Nehru, ex allievo del Trinity College. Nel 1962 divenne professore ordinario presso università di Urbino e presso quella di Trento (dal 1962 al 1968, durante la contestazione studentesca). Nel 1963 gli fu assegnata la cattedra di Economia politica presso la Facoltà di Giurisprudenza dell'Università di Bologna. A Bologna nel 1964 fu tra i fondatori, con Achille Ardigò e Giuseppe Alberigo, della Facoltà di Scienze politiche e, nell'ambito di questa, del Dipartimento di scienze economiche, di cui divenne direttore. Sempre a Bologna insegnò presso la Johns Hopkins University - School of Advanced International Studies (SAIS) e presso il Dickinson College for European Studies.
Ebbe tra i suoi allievi e collaboratori molti economisti, fra cui Romano Prodi, che dal 1963 divenne suo assistente. Fece inoltre parte del comitato scientifico dell'Istituto lombardo di studi economici e sociali.
Nel 1972 fu tra i fondatori, con Paolo Sylos Labini e altri professori bolognesi, dell'Università della Calabria a Rende (in provincia di Cosenza), università con campus d'impostazione anglosassone, nata con lo scopo di stimolare la crescita del Mezzogiorno. Dell'Università della Calabria fu anche il primo Rettore, dal 1972 fino al 1974. Il 15 gennaio 2009, alla presenza del presidente della Repubblica Giorgio Napolitano, l'Università della Calabria lo ha ricordato in questo suo ruolo, intitolandogli l'aula magna dell'università e facendo scolpire, dal maestro orafo Gerardo Sacco, un altorilievo a lui dedicato).
Nel 1974 Andreatta fondò a Bologna Prometeia Associazione, un'associazione di studi in campo economico, seguita nel 1976 dall'Agenzia di ricerche e legislazione di Roma (Arel), un gruppo trasversale di intellettuali, politici, e imprenditori, dedito al dibattito sui temi economici. Ancora nel 1974, fu tra i primi promotori del Forum Ambrosetti di Cernobbio.

### Ingresso in politica ed esperienza nella DC

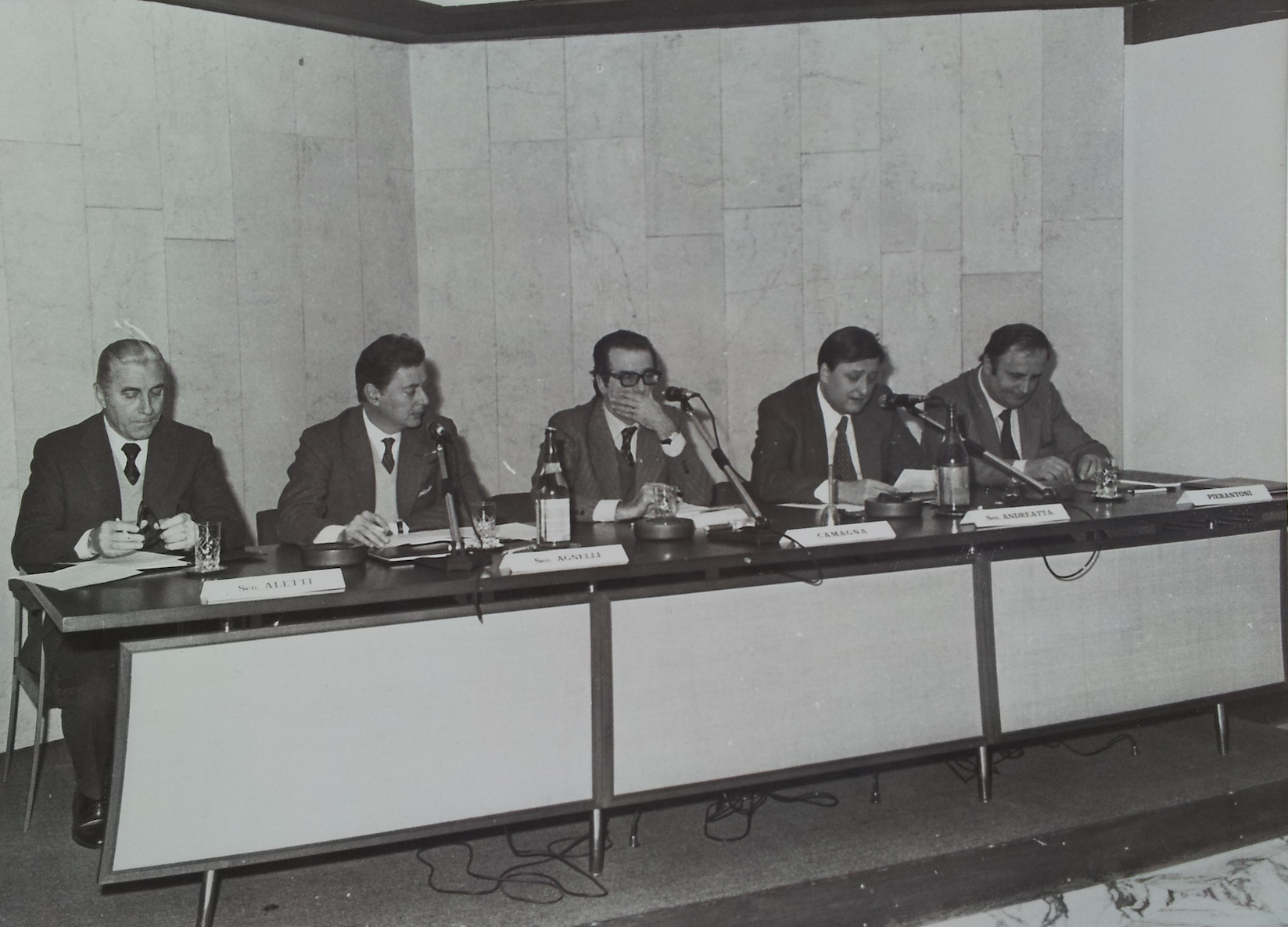
Beniamino Andreatta con i senatori Urbano Aletti e Umberto Agnelli, oltre il prof. Ferrante Pierantoni a uno dei primi convegni Arel nel 1977

Andreatta intrattenne un lungo sodalizio politico con Bruno Kessler, ex dipendente della Banca di Trento e di Bolzano e stretto collaboratore del padre di cui aveva preso il posto, dopo la morte, di presidente dell'Istituto atesino di sviluppo spa (dal 1963 al 1991), che era stato poi anche presidente della Provincia di Trento dal 1960 al 1974, e quindi della Regione autonoma Trentino-Alto Adige dal 1974 al 1976, e poi parlamentare dal 1976 fino al 1991.
Durante il periodo milanese strinse poi un importante sodalizio con Paolo Prodi, si avvicinò con lui alle posizioni di Giuseppe Dossetti, e collaborò alla campagna elettorale di quest'ultimo quando venne candidato come capolista della Democrazia Cristiana per le elezioni comunali di Bologna del 1956. Dal 1985 fino al 2007 Andreatta è stato poi presidente della Fondazione per le scienze religiose Giovanni XXIII, nata per trasformazione del Centro di Documentazione creato a Bologna da Giuseppe Dossetti nel 1953.
Dopo essere stato sostenitore della corrente democristiana Sinistra di Base fin dalla fondazione a Milano nel 1953, negli anni Sessanta collaborò però anche con Aldo Moro, entrando in contatto con il gruppo di economisti e giuristi, tra cui Giuliano Amato, Francesco Forte, Siro Lombardini, Giorgio Ruffolo, Franco Momigliano e Alessandro Pizzorno, che all'epoca gravitavano attorno al deputato socialista e più volte ministro del Bilancio e della programmazione economica Antonio Giolitti. Fu vicino a Moro nei periodi in cui lo statista fu presidente del consiglio dei ministri (1963-68 e 1874-76), mentre se ne allontanò dopo la fine dei governi di centro sinistra che vide il coinvolgimento, promosso dallo stesso Moro, del Partito Comunista Italiano nella maggioranza di governo (1976-78).
La vicinanza alla corrente Sinistra di Base e al suo principale esponente Ciriaco De Mita favorì la sua ascesa politica all'interno della Democrazia Cristiana, e dal 1976 al 1992 fu ininterrottamente parlamentare della DC. Ricoprì numerosi incarichi ministeriali di rilievo: nel 1979 fu ministro del bilancio e della programmazione economica nel primo governo di Francesco Cossiga e senza portafoglio "con incarichi speciali" nel secondo governo Cossiga (agosto 1979 - ottobre 1980).
Fu ministro del tesoro dall'ottobre 1980 al dicembre 1982 nel governo di Arnaldo Forlani e nei governi di Giovanni Spadolini I e II. Nel luglio del 1982 provocò la cosiddetta "lite delle comari" con il ministro delle Finanze socialista Rino Formica, che fece cadere il governo Spadolini II. Non partecipò ai successivi governi di Bettino Craxi e di Giulio Andreotti, soprattutto perché scettico nei confronti dell'indirizzo economico adottato da quest'ultimo.
La sua permanenza al Tesoro coincise con alcuni degli anni più critici della storia dell'Italia contemporanea. Andreatta sancì la separazione della Banca d'Italia dal Ministero del Tesoro.
Quando nel 1981 emerse lo scandalo della loggia P2, rimosse i funzionari e i dirigenti che comparivano nella lista degli appartenenti sequestrata a Licio Gelli. Con il manifestarsi dello scandalo dello IOR di Roberto Calvi e arcivescovo Paul Marcinkus, Andreatta impose lo scioglimento del Banco Ambrosiano e la sua liquidazione, ignorando le pressioni politiche e mediatiche che ne volevano il salvataggio con fondi pubblici, dove Andreatta stesso tenne uno storico discorso in Parlamento, riferendo pubblicamente delle responsabilità della banca vaticana e dei suoi dirigenti.
Fu, dal 1984 al 1987, vicepresidente del Partito Popolare Europeo, grazie al sostegno dell'alleato cancelliere tedesco Helmut Kohl e della sua Unione Cristiano-Democratica.
Rieletto per la terza, ed ultima volta, al Senato nelle politiche del 1987, fu presidente della 5ª Commissione Bilancio del Senato per tutto il corso della X legislatura della Repubblica.

### Seconda Repubblica e Partito Popolare Italiano

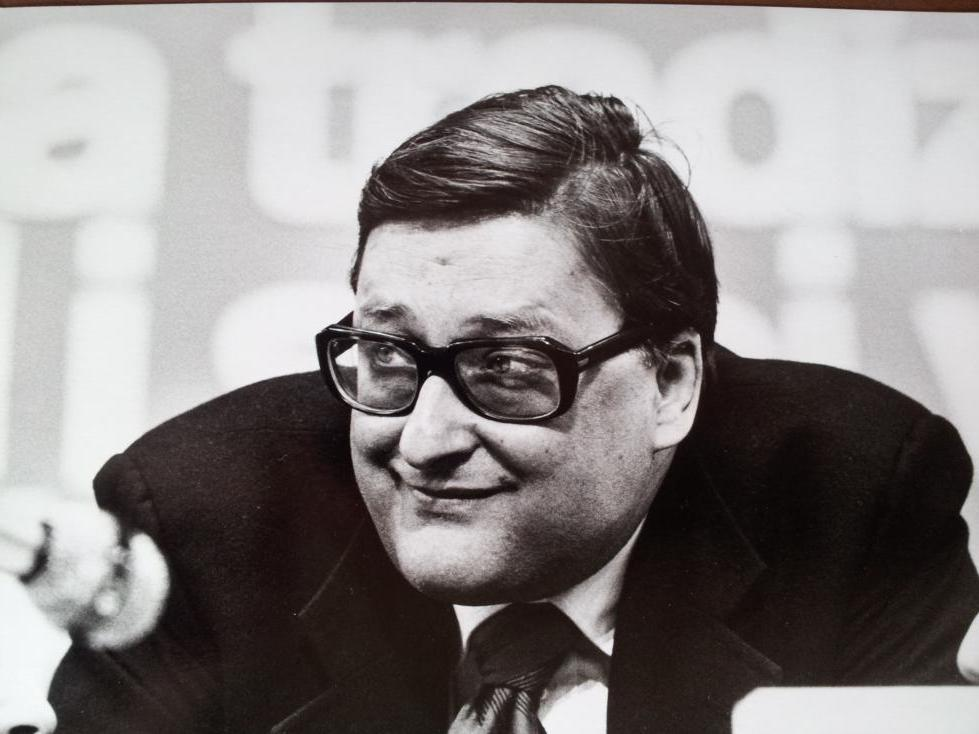
Nino Andreatta

Pur essendo stato sconfitto nel collegio di Trento lasciato libero dall'amico Bruno Kessler alle elezioni del 1992 tornò comunque al governo, sull'onda dello scandalo di Tangentopoli che aveva allontanato molti volti noti, come tecnico esterno al ministero del bilancio e della programmazione economica con l'interim della Cassa per il Mezzogiorno nel primo governo di Giuliano Amato, in sostituzione di Franco Reviglio dimissionario perché nominato ministro delle finanze. In seguito fu ministro degli Esteri nel governo di Carlo Azeglio Ciampi dall'aprile 1993 al marzo 1994, e in questo ruolo avanzò una proposta di riforma dell'ONU.
Sono ormai gli anni del tramonto della Democrazia Cristiana, provata dalle indagini di Mani pulite e dal processo per mafia a Giulio Andreotti e della transizione alla cosiddetta "Seconda Repubblica", nella quale Andreatta divenne capogruppo alla Camera dei deputati per il neocostituito Partito Popolare, ponendosi a capo dell'ala ex-democristiana schierata con i Progressisti contro il governo Berlusconi I e il suo Polo delle Libertà; fu eletto deputato nel 1994 e nel 1996, e fu uno dei principali ispiratori e sostenitori della nascita del nuovo raggruppamento di centro-sinistra l'Ulivo.
Nel 1994 Rocco Buttiglione fu eletto segretario del partito nonostante la netta opposizione di Andreatta e di altri esponenti di spicco del partito. L'anno successivo, in seguito all'improvvisa svolta a destra di Buttiglione, che cercò di portare il partito nell'area del centro-destra, Andreatta fu tra i promotori della crisi di partito che portò alla sfiducia del segretario e alla sua sostituzione con Gerardo Bianco.

### Ideatore dell'Ulivo e ministro della difesa

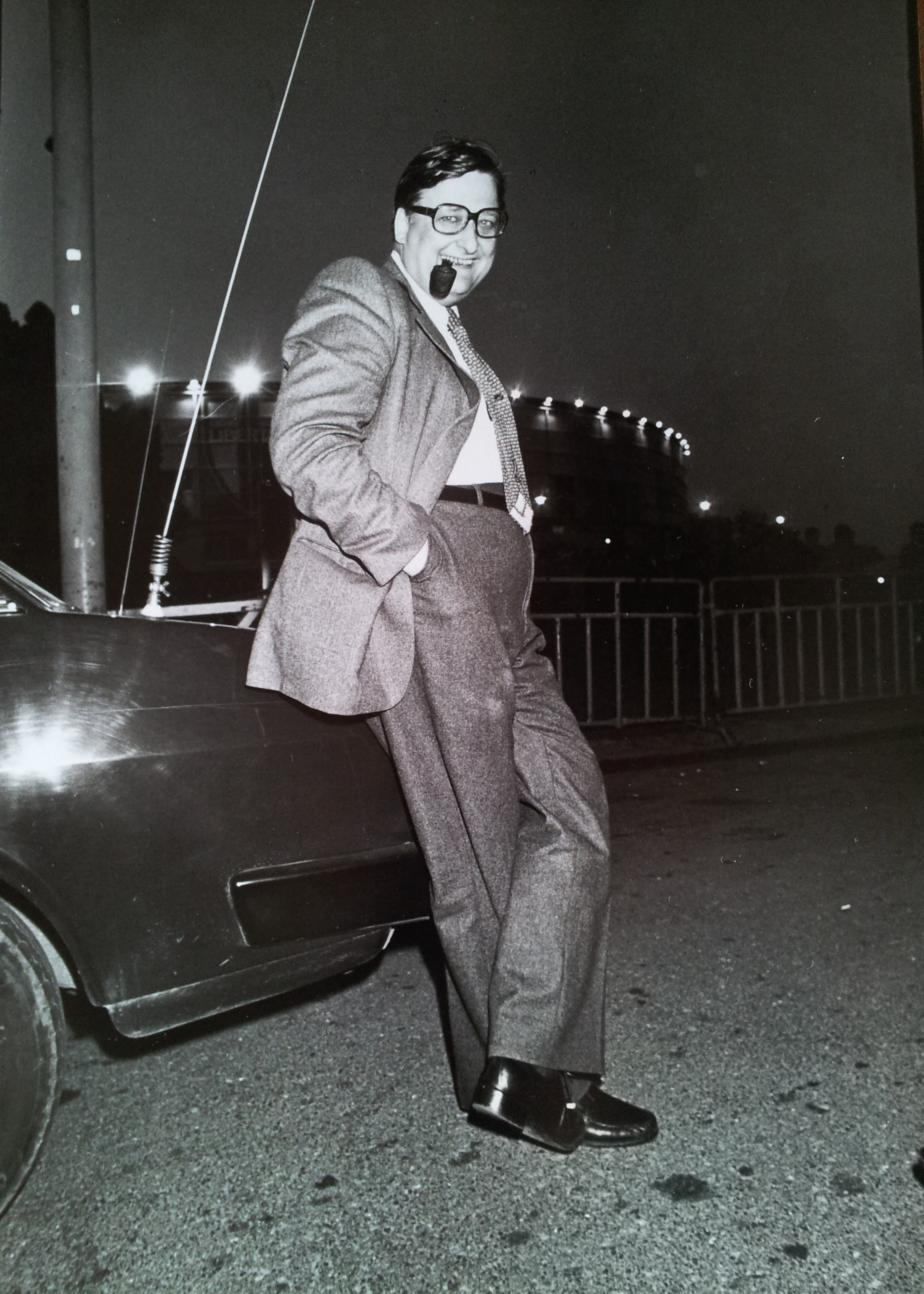
Nino Andreatta

Andreatta, lungo tutta la sua carriera, fu il promotore di un sistema economico misto. Tra gli allievi principali della sua scuola di pensiero, Romano Prodi fu il più importante, da lui poi proposto come guida per la coalizione di centro-sinistra dopo la caduta del primo governo Berlusconi nel 1995.
Prodi lo volle poi come ministro della Difesa nel suo primo governo (maggio 1996 - ottobre 1998), un ruolo dove Andreatta si distinse per la forza delle sue proposte: in breve tempo operò la riforma degli Stati Maggiori, ottenne dal Consiglio di Sicurezza delle Nazioni Unite il ruolo di guida per l'Italia durante la Missione Alba (un'operazione di peacekeeping e d'aiuto umanitario all'Albania interamente gestita da forze europee), propose l'idea di costruire e organizzare una vera forza di difesa internazionale europea; stabilì l'abolizione della leva obbligatoria, modificò il servizio civile, si schierò con forza contro lo scioglimento della Brigata paracadutisti "Folgore". Era ministro della Difesa in carica quando il 28 marzo 1997 la motovedetta albanese Kater I Rades, carica di circa 120 profughi in fuga dall'Albania in rivolta, affondò dopo una collisione con una corvetta della Marina Militare italiana.
In questo periodo, Andreatta fu attivo promotore del graduale processo di privatizzazione del gruppo pubblico IRI: a tal proposito, firmò l'accordo Andreatta-Van Miert alla fine del 1993.
Dopo la caduta del governo Prodi, nel 1998, fonda "Carta 14 giugno", un'associazione ulivista che si proponeva di allargare le basi democratiche del consenso e favorire la riduzione del potere dei partiti: un'idea, questa, che Andreatta coltivava fin dagli anni della Democrazia Cristiana e delle Partecipazioni Statali. Fu fortemente osteggiato dal PPI durante la campagna elettorale per le europee del 1999, quando auspicò l'incontro tra Partito Popolare Italiano e I Democratici, che si sarebbe poi realizzato nel 2001 con la costituzione de La Margherita.

### Infarto e coma
Il 15 dicembre 1999, nel corso di una seduta parlamentare per il voto della legge finanziaria, ebbe un grave malore e finì in coma profondo in seguito a un infarto e alle conseguenze di un'ischemia cerebrale. Venne trasferito d'urgenza all'Ospedale San Giacomo di Roma, dopo aver ricevuto i primi soccorsi in aula da parte del medico della Camera e dai deputati Pino Petrella e Pierluigi Petrini, rispettivamente medico e anestesista. Nonostante l'immediata assistenza, prima che la rianimazione desse esito, Andreatta rimase in stato di sofferenza cerebrale da ipossia per venti minuti, riportandone danni permanenti.
I bollettini medici dichiararono fin dall'inizio che l'ex ministro si trovava in "condizione critica" e in coma profondo. Il 1º gennaio 2000 fu trasferito a bordo di un mezzo di trasporto militare da Roma al Policlinico Sant'Orsola-Malpighi di Bologna.
Nei primi anni trascorsi in condizione di coma, mentre era degente al Policlinico Sant'Orsola-Malpighi di Bologna, dall'11 ottobre 2000 al 29 maggio 2001 fu annoverato fra i componenti della XIII Commissione (agricoltura) della Camera dei deputati.
Andreatta trascorse gli ultimi anni di vita in stato vegetativo, senza mai riprendere conoscenza dal coma: si spense il 26 marzo 2007 nel reparto di rianimazione del Policlinico Sant'Orsola-Malpighi di Bologna. I funerali furono officiati il 29 marzo nella basilica di San Domenico del capoluogo emiliano, celebrante il vescovo ausiliare mons. Ernesto Vecchi; successivamente, ricevette sepoltura al cimitero monumentale di Trento.
Il 26 marzo 2018, nell'undicesimo anniversario della morte, la città di Bologna ha dedicato a Beniamino Andreatta una strada nel cuore della zona universitaria, dove hanno sede le aule della facoltà di giurisprudenza.

## Vita privata
Sposato con la psicoanalista Giana Marina Petronio, il figlio Filippo Andreatta è docente presso l'Università di Bologna e scrive su diversi quotidiani italiani (tra cui il Corriere della Sera ed Europa), oltre ad essere un esponente del Partito Democratico, mentre la figlia Eleonora è stata una dirigente della Rai, dal 2012 direttrice di Rai Fiction e dal 2020 a Netflix.

## Opere
- Per un'Italia moderna. Questioni di politica e di economia, Il Mulino, Bologna, 2002.

## Opere su Nino Andreatta
- Mario Tesini, Nino Andreatta. Appunti per una biografia intellettuale, in N. Andreatta, Per un'Italia moderna. Questioni di politica e di economia, Il Mulino, Bologna, 2002, pp. 7–69.
- Giana M. Petronio Andreatta, È stata tutta luce, Bompiani, Milano, 2017.